# Rodrigo da Cunha
Rodrigo da Cunha y Silva (Lisbona, settembre 1577 – Lisbona, 3 gennaio 1643) è stato un arcivescovo cattolico, politico e storico portoghese.

## Biografia
Dopo aver conseguito un dottorato in diritto canonico all'università di Coimbra, fu deputato del Sant'Uffizio, inquisitore a Lisbona, vescovo di Portalegre, di Oporto, arcivescovo di Braga e di Lisbona. 
Fautore dell'indipendenza del Portogallo, che dal 1640 era stato annesso nel Regno di Castiglia, tenne un atteggiamento molto attivo nella proclamazione come re del duca Juan de Braganza, del cui Consiglio di Stato fu membro.

## Opere
Scrisse, in latino e in portoghese, diverse opere sul diritto canonico e sulla storia della chiesa portoghese:
- Advertencias ao iubileu do anno de mil e seiscentos e vinte (Coímbra, 1620);
- Tractatus de confessariis solicitantibus (Valladolid, 1620);
- Commentarii in primam partem Decreti Gratiani (Braga, 1629);
- Tractatus de primatu Bracharensis ecclesiae. in universa Hispania (Braga, 1632);
- Catalogo e historia dos bispos do Porto (Oporto, 1623);
- Historia ecclesiastica dos arcebispos de Braga, parte I y parte II (Braga, 1634);
- Historia ecclesiastica da Igreja de Lisboa (Lisboa, 1642).

## Genealogia episcopale
La genealogia episcopale è:
- Cardinale Clemente d'Olera, O.F.M.
- Cardinale Benedetto Lomellini
- Arcivescovo Ottavio Accoramboni
- Arcivescovo Rodrigo da Cunha